# Madonna del Rosario (Cerano)
La Madonna del Rosario è un dipinto a olio su tela realizzato da Giovan Battista Crespi detto il Cerano (1573 – 1632), databile al secondo decennio del Seicento e conservato nella Pinacoteca di Brera a Milano.

## Storia
Fu dipinta quale pala d'altare per la scomparsa chiesa esterna del monastero femminile domenicano di san Lazzaro a Porta Romana, negli anni della maturità del Crespi, impegnato quale presidente dell'Accademia Ambrosiana fondata dal cardinale Federigo Borromeo. A seguito della soppressione del convento nel 1798, entrò nelle raccolte della pinacoteca. Particolarmente apprezzata all'epoca per il suo classicismo, fu esposta nella sala dello Sposalizio della Vergine di Raffaello..

## Descrizione
Quale pala d'altare per il monastero femminile domenicano, il soggetto prescelto fa riferimento all'istituzione del Santo Rosario nel XIII secolo ad opera di San Domenico. La composizione piramidale, con al centro la vergine in trono con il bambino circondata dai santi, è di evidente ispirazione rinascimentale, in ossequio al classicismo devoto apprezzato dal cardinale Borromeo. La Madonna, incoronata da angeli festanti con due corone, una d'oro e una di rose, porge il rosario a san Domenico inchinato, mentre il Bambino incorona di spine santa Caterina che gli offre il suo cuore ed un giglio. Ai piedi del trono, una coppia di angioletti musicanti è un'ulteriore citazione rinascimentale. L'opera, caratterizzata da una struttura tradizionale perfettamente osservante dei dettami pietistici della controriforma, e da toni inusualmente pacati e distesi rispetto alle altre opere dell'autore, raggiunge uno dei vertici della sua produzione grazie alla "stesura pittorica di estrema raffinatezza, orchestrata su una fitta trama di striature bauginanti che percorre, come vivificandole, membra e panneggi.